# Любосня
Любосня (пол. Lubośnia) — село в Польщі, у гміні Щерцув Белхатовського повіту Лодзинського воєводства.
У 1975-1998 роках село належало до Пйотрковського воєводства.